# فاليري بريسكو هوكس
فاليري بريسكو هوكس (Valerie Brisco-Hooks) هي لاعبة أولمبية لرياضة ألعاب القوى من الولايات المتحدة. شاركت في الأولمبياد الصيفي في 1984–1988، وفازت بما مجموعه 4 ميداليات.

## الميداليات
| ذهب | فضة | برونز | المجموع |
| 3   | 1   | 0     | 4       |

## روابط خارجية
- فاليري بريسكو هوكس على موقع IMDb (الإنجليزية)
- فاليري بريسكو هوكس على موقع إن إن دي بي (الإنجليزية)

- فاليري بريسكو هوكس على موقع الاتحاد الدولي لألعاب القوى (الإنجليزية)
- فاليري بريسكو هوكس على موقع الاتحاد الأمريكي لسباقات المضمار والميدان، قاعة المشاهير (الإنجليزية)
- فاليري بريسكو هوكس على موقع أوليمبيديا (الإنجليزية)

قالب:تذييل بطل أولمبي سباق 400 متر سيدات